# Yläinen Karkjärvi
Yläinen Karkjärvi eller Ylä-Karkjärvi är en sjö i Finland. Den ligger i kommunen Kuhmois i landskapet Mellersta Finland, i den södra delen av landet, 160 km norr om huvudstaden Helsingfors. Yläinen Karkjärvi ligger 115,9 meter över havet. Arean är 1,56 kvadratkilometer och strandlinjen är 10,4 kilometer lång. Sjön  ingår i Kymmene älvs huvudavrinningsområde.   I omgivningarna runt Yläinen Karkjärvi växer i huvudsak blandskog.